# Bjørnejagt i Rusland
Bjørnejagt i Rusland er en dansk stumfilm fra 1908 produceret af Nordisk Films Kompagni og ifølge Det Danske Filminstitut instrueret af Viggo Larsen. Nordisk Films program for familien angiver, at filmen er optaget af Ole Olsen.
Filmen er optaget i Sverige.

## Handling
To hold jægere på bjørnejagt pr. troika. Fem bjørne skydes. Derefter holdes frokost.

## Medvirkende
- Viggo Larsen
- Povl Nevø
- Måns Andersson
- Per Sonesson